# Піщане (Кропивницький район)
Піща́не — село в Україні, у Кетрисанівській сільській громаді Кропивницького району Кіровоградської області. Населення становить 17 осіб (станом на 2001 рік).

## Географія
Село Піщане лежить за 1,4 км на північний схід від міста Бобринець на березі річки Сугоклія, фізична відстань до Києва — 264,4 км.
Поблизу села розташований ботанічний заказник місцевого значення Булгаківська балка, який має дуже почленований рельєф і займає мальовничу балку на правому березі річки Сугоклії. На схилах балки є численні виходи граніту, нерідко у вигляді кам'яних брил. Рослинний світ представлений ценозами типчаку, стоколосу безостого, тонконогу вузьколистого; зрідка трапляються ковилові угруповання. Тваринний світ представлений такими видами: жайворонок малий, щеврик польовий, чекан чорноголовий, дрізд співочий, просянка, куріпка сіра, перепел, одуд, сорока, їжак звичайний, ховрах плямистий, лисиця звичайна.

## Населення
Станом на 1989 рік у селі проживало 32 особи, серед них — 15 чоловіків і 17 жінок.
За даними перепису населення 2001 року у селі проживало 17 осіб. Рідною мовою назвали:
| Мова       | Кількість осіб | Відсоток |
| ---------- | -------------- | -------- |
| українська | 9              | 52,94%   |
| російська  | 8              | 47,06%   |